# Thuidium subtamariscinum
Thuidium subtamariscinum är en bladmossart som beskrevs av Brotherus 1891. Thuidium subtamariscinum ingår i släktet tujamossor, och familjen Thuidiaceae. Inga underarter finns listade i Catalogue of Life.